# Aphanostoma virescens
Aphanostoma virescens är en plattmaskart som beskrevs av Ørsted 1845. Enligt Catalogue of Life ingår Aphanostoma virescens i släktet Aphanostoma och familjen Isodiametridae, men enligt Dyntaxa är tillhörigheten istället släktet Aphanostoma och familjen Convolutidae. Arten är reproducerande i Sverige. Inga underarter finns listade i Catalogue of Life.